# Liga dos Campeões da UEFA de 2023–24
A Liga dos Campeões da UEFA de 2023–24 foi a 69ª edição da Liga dos Campeões da UEFA, a maior competição de clubes europeus organizada pela UEFA.
A final foi disputada no Estádio de Wembley, em Londres na Inglaterra. O vencedor da Liga dos Campeões da UEFA de 2023–24 se qualificou automaticamente para a fase de grupos da Liga dos Campeões da UEFA de 2024–25 e também ganhou o direito de jogar contra o vencedor da Liga Europa da UEFA de 2023–24 na Supercopa da UEFA de 2024.
Esta edição foi a última com o atual formato de 32 equipes participantes na fase de grupos, depois de a UEFA ter anunciado que um novo formato seria introduzido para a edição seguinte.

## Alocação da equipe de associação
Um total de 78 equipes de 53 das 55 federações associadas à UEFA estão definidas para participar da Liga dos Campeões da UEFA de 2023–24 (as exceções são Liechtenstein,[Nota LIE] que não organiza uma liga doméstica e Rússia[Nota RUS]). A classificação da associação com base nos coeficientes da associação da UEFA é usada para determinar o número de times participantes de cada associação:
- As associações 1–4 tem quatro times qualificados.

- As associações 5–6 têm três times qualificados cada.
- As associações 7–15 (exceto Rússia)[8] cada uma tem duas equipes qualificadas.

- As associações 16–55 (exceto Liechtenstein) [9] cada uma tem uma equipe qualificada.
- Os vencedores da Liga dos Campeões da UEFA de 2022–23 e da Liga Europa da UEFA de 2022–23 recebem uma entrada adicional se não se classificarem para a Liga dos Campeões da UEFA de 2023–24 por meio de sua liga nacional.

### Classificação da associação
Para a Liga dos Campeões da UEFA de 2023–24, as associações são alocadas de acordo com seus coeficientes de associação da UEFA de 2022 , que leva em consideração seu desempenho nas competições europeias de 2017–18 a 2021–22. A alocação da equipe reflete a suspensão contínua da Rússia das competições da UEFA.
Além da alocação com base nos coeficientes da associação, as associações podem ter equipes adicionais participando da Liga dos Campeões, conforme observado abaixo:
- (UCL) - Vaga adicional para os detentores do título da UEFA Champions League
- (UEL) - Vaga adicional para os detentores do título da UEFA Europa League

| Pos. | Associações   | Coef.   | Equipes | Notas    |
| ---- | ------------- | ------- | ------- | -------- |
| 1    | Inglaterra    | 106.641 | 4       |          |
| 2    | Espanha       | 96.141  | 4       | +1 (UEL) |
| 3    | Itália        | 76.902  | 4       |          |
| 4    | Alemanha      | 75.213  | 4       |          |
| 5    | França        | 60.081  | 3       |          |
| 6    | Portugal      | 53.382  | 3       |          |
| 7    | Países Baixos | 49.300  | 2       |          |
| 8    | Áustria       | 38.850  | 2       |          |
| 9    | Escócia       | 36.900  | 2       |          |
| 10   | Rússia        | 34.482  | 0       |          |
| 11   | Sérvia        | 33.375  | 2       |          |
| 12   | Ucrânia       | 31.800  | 2       |          |
| 13   | Bélgica       | 30.600  | 2       |          |
| 14   | Suíça         | 29.675  | 2       |          |
| 15   | Grécia        | 28.200  | 2       |          |
| 16   | Chéquia       | 27.800  | 1       |          |
| 17   | Noruega       | 27.250  | 1       |          |
| 18   | Dinamarca     | 27.175  | 1       |          |
| 19   | Croácia       | 27.150  | 1       |          |

| Rank | Association          | Coef.  | Equipes | Notas |
| ---- | -------------------- | ------ | ------- | ----- |
| 20   | Turquia              | 27.100 | 1       |       |
| 21   | Chipre               | 26.375 | 1       |       |
| 22   | Israel               | 24.375 | 1       |       |
| 23   | Suécia               | 22.875 | 1       |       |
| 24   | Bulgária             | 19.500 | 1       |       |
| 25   | Roménia              | 17.150 | 1       |       |
| 26   | Azerbaijão           | 17.000 | 1       |       |
| 27   | Hungria              | 16.375 | 1       |       |
| 28   | Polónia              | 15.875 | 1       |       |
| 29   | Cazaquistão          | 15.750 | 1       |       |
| 30   | Eslováquia           | 15.625 | 1       |       |
| 31   | Eslovênia            | 15.000 | 1       |       |
| 32   | Bielorrússia         | 15.250 | 1       |       |
| 33   | Moldávia             | 11.250 | 1       |       |
| 34   | Lituânia             | 10.000 | 1       |       |
| 35   | Bósnia e Herzegovina | 9.125  | 1       |       |
| 36   | Finlândia            | 8.875  | 1       |       |
| 37   | Luxemburgo           | 8.750  | 1       |       |
| 38   | Letónia              | 8.625  | 1       |       |

| Pos. | Associações        | Coef. | Equipes | Notas |
| ---- | ------------------ | ----- | ------- | ----- |
| 39   | Kosovo             | 8.166 | 1       |       |
| 40   | Irlanda            | 8.125 | 1       |       |
| 41   | Armênia            | 8.125 | 1       |       |
| 42   | Irlanda do Norte   | 8.083 | 1       |       |
| 43   | Albânia            | 8.000 | 1       |       |
| 44   | Ilhas Feroé        | 7.250 | 1       |       |
| 45   | Estónia            | 7.041 | 1       |       |
| 46   | Malta              | 7.000 | 1       |       |
| 47   | Geórgia            | 7.000 | 1       |       |
| 48   | Macedônia do Norte | 7.000 | 1       |       |
| 49   | Liechtenstein      | 6.500 | 0       |       |
| 50   | País de Gales      | 5.500 | 1       |       |
| 51   | Gibraltar          | 5.416 | 1       |       |
| 52   | Islândia           | 5.375 | 1       |       |
| 53   | Montenegro         | 4.875 | 1       |       |
| 54   | Andorra            | 4.665 | 1       |       |
| 55   | San Marino         | 1.332 | 1       |       |

### Distribuição
A seguir está a lista de acesso padrão.
Como os Campeões em título se qualificaram para a Liga dos Campeões via campeonato nacional, foram efetuadas as seguintes alterações:
- O campeão da associação 11 (Sérvia) avança do play-off para a fase de grupos.
- O campeão da associação 13 (Bélgica) avança da terceira pré-eliminatória para o play-off.
- O campeão da associação 15 (Grécia) avança da segunda pré-eliminatória para a terceira pré-eliminatória.
- Os campeões das associações 18 (Dinamarca) e 19 (Croácia) avançam da primeira pré-eliminatória para a segunda pré-eliminatória.

|                                              |                                              | Equipes entrando nesta rodada | Equipes avançando da rodada anterior                                                                               |
| -------------------------------------------- | -------------------------------------------- | --- | --- |
| Rodada preliminar (4 equipes)                | Rodada preliminar (4 equipes)                | - 4 campeões das associações 52–55 | |
| Primeira rodada de qualificação (32 equipes) | Primeira rodada de qualificação (32 equipes) | - 31 campeões das associações 20–51 (exceto Liechtenstein)Note LIE[›] | - 1 vencedor da rodada preliminar                                                                                  |
| Segunda rodada de qualificação (26 equipes)  | Caminho dos Campeões (20 equipes)            | - 4 campeões das associações 16–19 | - 16 vencedores da primeira fase de qualificação                                                                   |
| Segunda rodada de qualificação (26 equipes)  | Caminho da Liga (6 equipes)                  | - 4 segundos classificados das associações 12–15 | |
| Terceira rodada de qualificação (20 equipes) | Caminho dos Campeões (12 equipes)            | - 2 campeões das associações 14–15 | - 10 vencedores da segunda rodada de qualificação (Caminho dos Campeões)                                           |
| Terceira rodada de qualificação (20 equipes) | Caminho da Liga (8 equipes)                  | - 4 segundos classificados das associações 7–11 - 2 equipes terceiro colocadas das associações 5–6 | - 2 vencedores da segunda rodada de qualificação (Caminho da Liga)                                                 |
| Play-off (12 teams)                          | Caminho dos Campeões (8 equipes)             | - 2 campeões das associações 12–13 | - 6 vencedores da terceira rodada de qualificação (Caminho dos Campeões)                                           |
| Play-off (12 teams)                          | Caminho da Liga (4 equipes)                  | | - 4 vencedores da terceira rodada de qualificação (Caminho da Liga)                                                |
| Fase de Grupos (32 equipes)                  | Fase de Grupos (32 equipes)                  | - Detentores do título da Liga Europa - 11 campeões das associações 1–11 - 6 segundos classificados das associações 1–6 - 4 terceiros classificados das associações 1–4 - 4 quarto classificados das associações 1–4 | - 4 vencedores da rodada de Play-off (Caminho dos Campeões) - 2 vencedores da rodada de Play-off (Caminho da Liga) |
| Fase eliminatória (16 equipes)               | Fase eliminatória (16 equipes)               | | - 8 vencedores de grupo da fase de grupos - 8 segundos classificados da fase de grupos                             |

### Equipes
Os rótulos entre parênteses mostram como cada equipe se classificou para o local de sua rodada inicial:
- TH: detentores do título da Liga dos Campeões;
- UEL: detentores do título da Liga Europa;
- 1ª, 2ª, 3ª, 4ª, etc.: Posições da liga na temporada anterior;

| Fases                           | Fases                           | Equipes                     | Equipes                  | Equipes                 | Equipes                 |
| ------------------------------- | ------------------------------- | --------------------------- | ------------------------ | ----------------------- | ----------------------- |
| Fase de grupos                  | Fase de grupos                  | Sevilla (UEL)               | Manchester City (1º/UCL) | Arsenal (2º)            | Manchester United (3º)  |
| Fase de grupos                  | Fase de grupos                  | Newcastle (4º)              | Barcelona (1º)           | Real Madrid (2º)        | Atlético de Madrid (3º) |
| Fase de grupos                  | Fase de grupos                  | Real Sociedad (4º)          | Napoli (1º)              | Lazio (2º)              | Internazionale (3º)     |
| Fase de grupos                  | Fase de grupos                  | Milan (4°)                  | Bayern de Munique (1º)   | Borussia Dortmund (2º)  | RB Leipzig (3º)         |
| Fase de grupos                  | Fase de grupos                  | Union Berlin (4º)           | Paris Saint-Germain (1º) | Lens (2º)               | Benfica (1º)            |
| Fase de grupos                  | Fase de grupos                  | Porto (2º)                  | Feyenoord (1º)           | Red Bull Salzburg (1º)  | Celtic (1º)             |
| Fase de grupos                  | Fase de grupos                  | Estrela Vermelha (1º)       | Shakhtar Donetsk (1º)    |                         |                         |
| Play-off                        | CH                              | Royal Antwerp (1º)          | Young Boys (1º)          |                         |                         |
| Terceira rodada de qualificação | CH                              | AEK Atenas (1º)             | Sparta Praga (1º)        |                         |                         |
| Terceira rodada de qualificação | LP                              | Olympique de Marseille (3º) | Braga (3º)               | PSV Eindhoven (2º)      | Sturm Graz (2º)         |
| Terceira rodada de qualificação | LP                              | Rangers (2º)                | TSC (2º)                 |                         |                         |
| Segunda rodada de qualificação  | CH                              | Molde (1º)                  | København (1º)           | Dínamo Zagreb (1º)      | Galatasaray (1º)        |
| Segunda rodada de qualificação  | CH                              | Aris Limassol (1º)          |                          |                         |                         |
| Segunda rodada de qualificação  | LP                              | Dnipro-1 (2º)               | Genk (2º)                | Servette (2º)           | Panathinaikos (2º)      |
| Primeira rodada de qualificação | Primeira rodada de qualificação | Maccabi Haifa (1º)          | BK Häcken (1º)           | Ludogorets (1º)         | Farul Constanţa (1º)    |
| Primeira rodada de qualificação | Primeira rodada de qualificação | Qarabağ (1º)                | Ferencváros (1º)         | Raków Częstochowa (1º)  | Astana (1º)             |
| Primeira rodada de qualificação | Primeira rodada de qualificação | Slovan Bratislava (1º)      | Olimpija Ljubljana (1º)  | BATE Borisov (1º)       | Sheriff Tiraspol (1º)   |
| Primeira rodada de qualificação | Primeira rodada de qualificação | Žalgiris Vilnius (1º)       | Zrinjski Mostar (1º)     | HJK (1º)                | Swift Hesperange (1º)   |
| Primeira rodada de qualificação | Primeira rodada de qualificação | Valmiera (1º)               | Ballkani (1º)            | Shamrock Rovers (1º)    | Urartu (1º)             |
| Primeira rodada de qualificação | Primeira rodada de qualificação | Larne (1º)                  | Partizani Tirana (1º)    | KÍ (1º)                 | Flora (1º)              |
| Primeira rodada de qualificação | Primeira rodada de qualificação | Ħamrun Spartans (1º)        | Dinamo Tbilisi (1º)      | Struga (1º)             | The New Saints (1º)     |
| Primeira rodada de qualificação | Primeira rodada de qualificação | Lincoln Red Imps (1º)       |                          |                         |                         |
| Rodada preliminar               | Rodada preliminar               | Breiðablik (1º)             | Budućnost Podgorica (1º) | Atlètic d'Escaldes (1º) | Tre Penne (1º)          |

## Agenda
O calendário da competição é o seguinte. Todas as partidas são disputadas às terças e quartas-feiras, exceto a final da fase preliminar e a final.
| Fase           | Rodada                    | Data do sorteio        | Partida de ida                                    | Partida de volta                                  |
| -------------- | ------------------------- | ---------------------- | ------------------------------------------------- | ------------------------------------------------- |
| Preliminar     | Rodada premilinar         | 13 de junho de 2023    | 27 de junho de 2023 (semifinais)                  | 30 de junho de 2023 (final)                       |
| Qualificação   | Primeira pré-eliminatória | 20 de junho de 2023    | 11–12 de julho de 2023                            | 18–19 de julho de 2023                            |
| Qualificação   | Segunda pré-eliminatória  | 21 de junho de 2023    | 25–26 de julho de 2023                            | 1–2 de agosto de 2023                             |
| Qualificação   | Terceira pré-eliminatória | 24 de julho de 2023    | 8–9 de agosto de 2023                             | 15 de agosto de 2023                              |
| Play-off       | Rodada de play-off        | 7 de agosto de 2023    | 22–23 de agosto de 2023                           | 29-30 de agosto de 2023                           |
| Fase de grupos | Primeira rodada           | 31 de agosto de 2023   | 19–20 de setembro de 2023                         | 19–20 de setembro de 2023                         |
| Fase de grupos | Segunda rodada            | 31 de agosto de 2023   | 3–4 de outubro de 2023                            | 3–4 de outubro de 2023                            |
| Fase de grupos | Terceira rodada           | 31 de agosto de 2023   | 24–25 de outubro de 2023                          | 24–25 de outubro de 2023                          |
| Fase de grupos | Quarta rodada             | 31 de agosto de 2023   | 7–8 de novembro de 2023                           | 7–8 de novembro de 2023                           |
| Fase de grupos | Quinta rodada             | 31 de agosto de 2023   | 28–29 de novembro de 2023                         | 28–29 de novembro de 2023                         |
| Fase de grupos | Sexta rodada              | 31 de agosto de 2023   | 12–13 de dezembro de 2023                         | 12–13 de dezembro de 2023                         |
| Fase final     | Oitavas de final          | 18 de dezembro de 2023 | 13–14 e 20–21 de fevereiro de 2024                | 5–6 e 12–13 de março de 2024                      |
| Fase final     | Quartas de final          | 15 de março de 2024    | 9–10 de abril de 2024                             | 16–17 de abril de 2024                            |
| Fase final     | Semifinais                | 15 de março de 2024    | 30 de abril a 1 de maio de 2024                   | 7–8 de maio de 2024                               |
| Fase final     | Final                     | 15 de março de 2024    | 1 de junho de 2024 no Estádio de Wembley, Londres | 1 de junho de 2024 no Estádio de Wembley, Londres |

## Fases de qualificação

### Rodada preliminar
Um total de quatro equipes jogarão na fase preliminar. A classificação das equipes será baseada em seus coeficientes de clubes da UEFA de 2023, com duas equipes classificadas e duas equipes não classificadas nas semifinais. Os jogos decorrerão num recinto central pelo que a primeira equipa sorteada em cada empate nas meias-finais, e também a final (entre os dois vencedores das meias-finais, cuja identidade não foi conhecida no momento do sorteio), será a equipe "casa" para fins administrativos.
| Equipe 1                | Resultado | Equipe 2            |           |           |           |
| Semifinal               | Semifinal | Semifinal           | Semifinal | Semifinal | Semifinal |
| ----------------------- | --------- | ------------------- | --------- | --------- | --------- |
| Atlètic Club d'Escaldes | 0–3       | Budućnost Podgorica |           |           |           |
| Tre Penne               | 1–7       | Breiðablik          |           |           |           |
| Final                   |           |                     |           |           |           |
| Budućnost Podgorica     | 0–5       | Breiðablik          |           |           |           |

### Primeira pré-eliminatória
O sorteio da primeira pré-eliminatória foi realizado em 20 de junho de 2023.
As partidas de ida serão disputadas de 11 a 12 de julho e as de volta de 18 a 19 de julho de 2023.
Os vencedores dos embates avançam para a segunda pré-eliminatória do Caminho dos Campeões. 13 dos 15 perdedores serão transferidos para a segunda pré-eliminatória do Caminho dos Campeões da Liga da Conferência Europa e 2 perdedores receberão um bye e serão transferidos para a terceira pré-eliminatória do Caminho dos Campeões da Liga da Conferência Europa.
| Equipe 1           | Total       | Equipe 2           | 1.º jogo | 2.º jogo |
| ------------------ | ----------- | ------------------ | -------- | -------- |
| BK Häcken          | 5–1         | The New Saints     | 3–1      | 2–0      |
| Ballkani           | 2–4         | Ludogorets Razgrad | 2–0      | 0–4      |
| Shamrock Rovers    | 1–3         | Breiðablik         | 0–1      | 1–2      |
| Žalgiris           | 2–1         | Struga             | 0–0      | 2–1      |
| KÍ                 | 3–0         | Ferencváros        | 0–0      | 3–0      |
| Olimpija Ljubljana | 4–2         | Valmiera           | 2–1      | 2–1      |
| HJK                | 3–2         | Larne              | 1–0      | 2–2      |
| Lincoln Red Imps   | 1–6         | Qarabağ            | 1–2      | 0–4      |
| Raków Częstochowa  | 4–0         | Flora              | 1–0      | 3–0      |
| Slovan Bratislava  | 3–1         | Swift Hesperange   | 1–1      | 2–0      |
| Farul Constanţa    | 1–3 (pro)   | Sheriff Tiraspol   | 1–0      | 0–3      |
| Ħamrun Spartans    | 1–6         | Maccabi Haifa      | 0–4      | 1–2      |
| Urartu             | 3–3 (3–4 p) | Zrinjski Mostar    | 0–1      | 3–2      |
| Partizani Tirana   | 1–3         | BATE Borisov       | 1–1      | 0–2      |
| Astana             | 3–2         | Dinamo Tbilisi     | 1–1      | 2–1      |

### Segunda pré-eliminatória
O sorteio da segunda pré-eliminatória foi realizado em 21 de junho de 2023.
As partidas de ida serão disputadas de 25 a 26 de julho e as de volta de 1 a 2 de agosto de 2023.
Os vencedores dos empates avançam para a terceira pré-eliminatória do respetivo percurso. Os perdedores do Caminho dos Campeões serão transferidos para a terceira pré-eliminatória do Caminho dos Campeões da Liga Europa , enquanto os perdedores do Caminho da Liga serão transferidos para a terceira pré-eliminatória do Caminho Principal da Liga Europa. 
| Equipe 1           | Total       | Equipe 2           | 1.º jogo | 2.º jogo |
| ------------------ | ----------- | ------------------ | -------- | -------- |
| Žalgiris           | 2–3         | Galatasaray        | 2–2      | 0–1      |
| Ludogorets Razgrad | 2–3         | Olimpija Ljubljana | 1–1      | 1–2      |
| Raków Częstochowa  | 4–3         | Qarabağ            | 3–2      | 1–1      |
| KÍ                 | 3–3 (4–3 p) | BK Häcken          | 0–0      | 3–3      |
| HJK                | 1–2         | Molde              | 1–0      | 0–2      |
| Breiðablik         | 3–8         | København          | 0–2      | 3–6      |
| Sheriff Tiraspol   | 2–4 (pro)   | Maccabi Haifa      | 1–0      | 1–4      |
| Aris Limassol      | 11–5        | BATE Borisov       | 6–2      | 5–3      |
| Zrinjski Mostar    | 2–3         | Slovan Bratislava  | 0–1      | 2–2      |
| Dínamo Zagreb      | 6–0         | Astana             | 4–0      | 2–0      |

| Equipe 1 | Total       | Equipe 2      | 1.º jogo | 2.º jogo |
| -------- | ----------- | ------------- | -------- | -------- |
| Dnipro-1 | 3–5         | Panathinaikos | 1–3      | 2–2      |
| Servette | 3–3 (4–1 p) | Genk          | 1–1      | 2–2      |

### Terceira pré-eliminatória
O sorteio da terceira pré-eliminatória foi realizado em 24 de julho de 2023.
As partidas de ida serão disputadas de 8 a 9 de agosto e as de volta serão disputadas em 15 de agosto de 2023.
Os vencedores das eliminatórias avançam para o play-off do seu respetivo percurso. Os perdedores do Caminho dos Campeões serão transferidos para a fase de play-off da Liga Europa, enquanto os perdedores do Caminho da Liga serão transferidos para a fase de grupos da Liga Europa.
| Equipe 1           | Total       | Equipe 2      | 1.º jogo | 2.º jogo |
| ------------------ | ----------- | ------------- | -------- | -------- |
| Raków Częstochowa  | 3–1         | Aris Limassol | 2–1      | 1–0      |
| Slovan Bratislava  | 2–5         | Maccabi Haifa | 1–2      | 1–3      |
| Dínamo Zagreb      | 3–4         | AEK Atenas    | 1–2      | 2–2      |
| Olimpija Ljubljana | 0–4         | Galatasaray   | 0–3      | 0–1      |
| København          | 3–3 (4–2 p) | Sparta Praga  | 0–0      | 3–3      |
| KÍ                 | 2–3 (pro)   | Molde         | 2–1      | 0–2      |

| Equipe 1      | Total       | Equipe 2               | 1.º jogo | 2.º jogo |
| ------------- | ----------- | ---------------------- | -------- | -------- |
| Braga         | 7–1         | TSC                    | 3–0      | 4–1      |
| Rangers       | 3–1         | Servette               | 2–1      | 1–1      |
| Panathinaikos | 2–2 (5–3 p) | Olympique de Marseille | 1–0      | 1–2      |
| PSV Eindhoven | 7–2         | Sturm Graz             | 4–1      | 3–1      |

## Play-off
O sorteio para o play-off foi antecipado antes da terceira fase pré eliminatória. Assim os times já saberão quais adversários irão enfrentar de acordo com o Caminho de Liga e o Caminho dos Campeões.
As partidas de ida foram disputadas de 22 a 23 de agosto e as de volta de 29 a 30 de agosto de 2023.
Os vencedores das eliminatórias avançaram para a fase de grupos. Os perdedores foram transferidos para a fase de grupos da Liga Europa.
| Equipe 1          | Total | Equipe 2    | 1.º jogo | 2.º jogo |
| ----------------- | ----- | ----------- | -------- | -------- |
| Maccabi Haifa     | 0–3   | Young Boys  | 0–0      | 0–3      |
| Royal Antwerp     | 3–1   | AEK Atenas  | 1–0      | 2–1      |
| Raków Częstochowa | 1–2   | København   | 0–1      | 1–1      |
| Molde             | 3–5   | Galatasaray | 2–3      | 1–2      |

| Equipe 1 | Total | Equipe 2      | 1.º jogo | 2.º jogo |
| -------- | ----- | ------------- | -------- | -------- |
| Rangers  | 3–7   | PSV Eindhoven | 2–2      | 1–5      |
| Braga    | 3–1   | Panathinaikos | 2–1      | 1–0      |

## Fase de grupos
Atlético de Madrid

 Real Madrid

Manchester

 Manchester City

 Manchester United

Milão

 Internazionale

| Pote 1              | Coef.   |
| ------------------- | ------- |
| Manchester City     | 145.000 |
| Sevilla             | 91.000  |
| Barcelona           | 98.000  |
| Napoli              | 81.000  |
| Bayern de Munique   | 136.000 |
| Paris Saint-Germain | 112.000 |
| Benfica             | 82.000  |
| Feyenoord           | 51.000  |

| Pote 2             | Coef.   |
| ------------------ | ------- |
| Real Madrid        | 121.000 |
| Manchester United  | 104.000 |
| Internazionale     | 96.000  |
| Borussia Dortmund  | 86.000  |
| Atlético de Madrid | 85.000  |
| RB Leipzig         | 84.000  |
| Porto              | 81.000  |
| Arsenal            | 76.000  |

| Pote 3            | Coef.  |
| ----------------- | ------ |
| Shakhtar Donetsk  | 63.000 |
| Red Bull Salzburg | 59.000 |
| Milan             | 50.000 |
| Braga             | 44.000 |
| PSV Eindhoven     | 43.000 |
| Lazio             | 42.000 |
| Estrela Vermelha  | 42.000 |
| København         | 40.500 |

| Pote 4        | Coef.  |
| ------------- | ------ |
| Young Boys    | 34.000 |
| Real Sociedad | 33.000 |
| Galatasaray   | 31.500 |
| Celtic        | 31.000 |
| Newcastle     | 21.914 |
| Union Berlin  | 17.000 |
| Royal Antwerp | 17.000 |
| Lens          | 12.232 |

### Grupos
Os vencedores e os segundos classificados do grupo avançam para as oitavas de final, enquanto os terceiros colocados entram na Liga Europa da UEFA de 2023–24.

#### Grupo A
| Pos | Equipe            | Pts | J | V | E | D | GP | GC | SG | Classificado                     |  | BAY | COP | GAL | MCU |
| --- | ----------------- | --- | - | - | - | - | -- | -- | -- | -------------------------------- |  | --- | --- | --- | --- |
| 1   | Bayern de Munique | 16  | 6 | 5 | 1 | 0 | 12 | 6  | +6 | Classificado às oitavas de final |  | —   | 0–0 | 2–1 | 4–3 |
| 2   | København         | 8   | 6 | 2 | 2 | 2 | 8  | 8  | 0  | Classificado às oitavas de final |  | 1–2 | —   | 1–0 | 4–3 |
| 3   | Galatasaray       | 5   | 6 | 1 | 2 | 3 | 9  | 12 | −3 | Transferido para Liga Europa     |  | 1–3 | 2–2 | —   | 3–3 |
| 4   | Manchester United | 4   | 6 | 1 | 1 | 4 | 12 | 15 | −3 | Eliminado                        |  | 0–1 | 1–0 | 2–3 | —   |

#### Grupo B
| Pos | Equipe        | Pts | J | V | E | D | GP | GC | SG  | Classificado                     |  | ARS | PSV | LEN | SEV |
| --- | ------------- | --- | - | - | - | - | -- | -- | --- | -------------------------------- |  | --- | --- | --- | --- |
| 1   | Arsenal       | 13  | 6 | 4 | 1 | 1 | 16 | 4  | +12 | Classificado às oitavas de final |  | —   | 4–0 | 6–0 | 2–0 |
| 2   | PSV Eindhoven | 9   | 6 | 2 | 3 | 1 | 8  | 10 | −2  | Classificado às oitavas de final |  | 1–1 | —   | 1–0 | 2–2 |
| 3   | Lens          | 8   | 6 | 2 | 2 | 2 | 6  | 11 | −5  | Transferido para Liga Europa     |  | 2–1 | 1–1 | —   | 2–1 |
| 4   | Sevilla       | 3   | 6 | 0 | 3 | 3 | 7  | 11 | −4  | Eliminado                        |  | 1–2 | 2–3 | 1–1 | —   |

#### Grupo C
| Pos | Equipe       | Pts | J | V | E | D | GP | GC | SG | Classificado                     |  | RMA | NAP | BRA | UBE |
| --- | ------------ | --- | - | - | - | - | -- | -- | -- | -------------------------------- |  | --- | --- | --- | --- |
| 1   | Real Madrid  | 18  | 6 | 6 | 0 | 0 | 15 | 6  | +9 | Classificado às oitavas de final |  | —   | 4–2 | 3–0 | 1–0 |
| 2   | Napoli       | 10  | 6 | 3 | 1 | 2 | 10 | 9  | +1 | Classificado às oitavas de final |  | 2–3 | —   | 2–0 | 1–1 |
| 3   | Braga        | 4   | 6 | 1 | 1 | 4 | 6  | 12 | −6 | Transferido para Liga Europa     |  | 1–2 | 1–2 | —   | 1–1 |
| 4   | Union Berlin | 2   | 6 | 0 | 2 | 4 | 6  | 10 | −4 | Eliminado                        |  | 2–3 | 0–1 | 2–3 | —   |

#### Grupo D
| Pos | Equipe            | Pts | J | V | E | D | GP | GC | SG | Classificado                     |  | RSO | INT | BEN | SAL |
| --- | ----------------- | --- | - | - | - | - | -- | -- | -- | -------------------------------- |  | --- | --- | --- | --- |
| 1   | Real Sociedad     | 12  | 6 | 3 | 3 | 0 | 7  | 2  | +5 | Classificado às oitavas de final |  | —   | 1–1 | 3–1 | 0–0 |
| 2   | Internazionale    | 12  | 6 | 3 | 3 | 0 | 8  | 5  | +3 | Classificado às oitavas de final |  | 0–0 | —   | 1–0 | 2–1 |
| 3   | Benfica           | 4   | 6 | 1 | 1 | 4 | 7  | 11 | −4 | Transferido para Liga Europa     |  | 0–1 | 3–3 | —   | 0–2 |
| 4   | Red Bull Salzburg | 4   | 6 | 1 | 1 | 4 | 4  | 8  | −4 | Eliminado                        |  | 0–2 | 0–1 | 1–3 | —   |

1. 1 2  Empatado em pontos de confronto direto, saldo de gols e gols marcados e saldo de gols em todas as partidas: Real Sociedad +5, Inter de Milão +3.
2. 1 2  Empatado em pontos de confronto direto, saldo de gols, gols marcados e saldo de gols em todas as partidas. Gols marcados em todos os jogos: Benfica 7, Red Bull Salzburg 4.

#### Grupo E
| Pos | Equipe             | Pts | J | V | E | D | GP | GC | SG  | Classificado                     |  | ATM | LAZ | FEY | CEL |
| --- | ------------------ | --- | - | - | - | - | -- | -- | --- | -------------------------------- |  | --- | --- | --- | --- |
| 1   | Atlético de Madrid | 14  | 6 | 4 | 2 | 0 | 17 | 6  | +11 | Classificado às oitavas de final |  | —   | 2–0 | 3–2 | 6–0 |
| 2   | Lazio              | 10  | 6 | 3 | 1 | 2 | 7  | 7  | 0   | Classificado às oitavas de final |  | 1–1 | —   | 1–0 | 2–0 |
| 3   | Feyenoord          | 6   | 6 | 2 | 0 | 4 | 9  | 10 | −1  | Transferido para Liga Europa     |  | 1–3 | 3–1 | —   | 2–0 |
| 4   | Celtic             | 4   | 6 | 1 | 1 | 4 | 5  | 15 | −10 | Eliminado                        |  | 2–2 | 1–2 | 2–1 | —   |

#### Grupo F
| Pos | Equipe              | Pts | J | V | E | D | GP | GC | SG | Classificado                     |  | DOR | PSG | MIL | NEW |
| --- | ------------------- | --- | - | - | - | - | -- | -- | -- | -------------------------------- |  | --- | --- | --- | --- |
| 1   | Borussia Dortmund   | 11  | 6 | 3 | 2 | 1 | 7  | 4  | +3 | Classificado às oitavas de final |  | —   | 1–1 | 0–0 | 2–0 |
| 2   | Paris Saint-Germain | 8   | 6 | 2 | 2 | 2 | 9  | 8  | +1 | Classificado às oitavas de final |  | 2–0 | —   | 3–0 | 1–1 |
| 3   | Milan               | 8   | 6 | 2 | 2 | 2 | 5  | 8  | −3 | Transferido para Liga Europa     |  | 1–3 | 2–1 | —   | 0–0 |
| 4   | Newcastle           | 5   | 6 | 1 | 2 | 3 | 6  | 7  | −1 | Eliminado                        |  | 0–1 | 4–1 | 1–2 | —   |

1. 1 2  Empatado em pontos frente a frente. Diferença de gols no confronto direto: Paris Saint-Germain +2, Milan -2.

#### Grupo G
| Pos | Equipe           | Pts | J | V | E | D | GP | GC | SG  | Classificado                     |  | MCI | RBL | YBO | ESV |
| --- | ---------------- | --- | - | - | - | - | -- | -- | --- | -------------------------------- |  | --- | --- | --- | --- |
| 1   | Manchester City  | 18  | 6 | 6 | 0 | 0 | 18 | 7  | +11 | Classificado às oitavas de final |  | —   | 3–2 | 3–0 | 3–1 |
| 2   | RB Leipzig       | 12  | 6 | 4 | 0 | 2 | 13 | 10 | +3  | Classificado às oitavas de final |  | 1–3 | —   | 2–1 | 3–1 |
| 3   | Young Boys       | 4   | 6 | 1 | 1 | 4 | 7  | 13 | −6  | Transferido para Liga Europa     |  | 1–3 | 1–3 | —   | 2–0 |
| 4   | Estrela Vermelha | 1   | 6 | 0 | 1 | 5 | 7  | 15 | −8  | Eliminado                        |  | 2–3 | 1–2 | 2–2 | —   |

#### Grupo H
| Pos | Equipe           | Pts | J | V | E | D | GP | GC | SG  | Classificado                     |  | BAR | POR | SHK | ANT |
| --- | ---------------- | --- | - | - | - | - | -- | -- | --- | -------------------------------- |  | --- | --- | --- | --- |
| 1   | Barcelona        | 12  | 6 | 4 | 0 | 2 | 12 | 6  | +6  | Classificado às oitavas de final |  | —   | 2–1 | 2–1 | 5–0 |
| 2   | Porto            | 12  | 6 | 4 | 0 | 2 | 15 | 8  | +7  | Classificado às oitavas de final |  | 0–1 | —   | 5–3 | 2–0 |
| 3   | Shakhtar Donetsk | 9   | 6 | 3 | 0 | 3 | 10 | 12 | −2  | Transferido para Liga Europa     |  | 1–0 | 1–3 | —   | 1–0 |
| 4   | Royal Antwerp    | 3   | 6 | 1 | 0 | 5 | 6  | 17 | −11 | Eliminado                        |  | 3–2 | 1–4 | 2–3 | —   |

1. 1 2  Pontos de confronto direto: Barcelona 6, Porto 0.

## Fase final
Na fase final, as equipes jogam umas contra as outras em partidas de ida e volta, exceto na final que é disputada em uma única partida. O mecanismo de sorteio para cada rodada é o seguinte:
- No sorteio das oitavas de final, os oito vencedores dos grupos, e os oito vice-campeões foram separados em potes. Os vencedores dos grupos são sorteados contra as equipes que terminaram em segundo lugar nos seus grupos. Equipes do mesmo grupo ou da mesma associação não podem ser sorteadas.
- Nos sorteios das quartas de final e semifinais, não existe separação, e times do mesmo grupo ou da mesma federação podem se enfrentar. Como os sorteios para as quartas de final e semifinais são realizados juntos antes das quartas de final serem disputadas, a identidade dos vencedores das quartas de final não é conhecida no momento do sorteio das semifinais. Um sorteio também é realizado para determinar qual vencedor da semifinal é designado como o time "da casa" para a final (para fins administrativos, pois é jogada em um local neutro).

### Equipes classificadas
A fase eliminatória envolve as 16 equipes que se classificam como vencedoras e vice-campeãs de cada um dos oito grupos da fase de grupos
| Grupo | Líderes de grupo   | Vice-líderes de grupo |
| ----- | ------------------ | --------------------- |
| A     | Bayern de Munique  | København             |
| B     | Arsenal            | PSV Eindhoven         |
| C     | Real Madrid        | Napoli                |
| D     | Real Sociedad      | Internazionale        |
| E     | Atlético de Madrid | Lazio                 |
| F     | Borussia Dortmund  | Paris Saint-Germain   |
| G     | Manchester City    | RB Leipzig            |
| H     | Barcelona          | Porto                 |

### Esquema
|  | Oitavas de final              | Oitavas de final              | Oitavas de final              | Oitavas de final              |       |                     | Quartas de final | Quartas de final | Quartas de final | Quartas de final |  |                   | Semifinais              | Semifinais              | Semifinais              | Semifinais              |                   |   | Final              | Final              |
|  | 13 de fevereiro a 13 de março | 13 de fevereiro a 13 de março | 13 de fevereiro a 13 de março | 13 de fevereiro a 13 de março |       |                     | 9 a 17 de abril  | 9 a 17 de abril  | 9 a 17 de abril  | 9 a 17 de abril  |  |                   | 30 de abril a 8 de maio | 30 de abril a 8 de maio | 30 de abril a 8 de maio | 30 de abril a 8 de maio |                   |   | 1 de junho de 2024 | 1 de junho de 2024 |
|  |                               |                               |                               |                               |       |                     |                  |                  |                  |                  |  |                   |                         |                         |                         |                         |                   |   |                    |                    |
|  | Internazionale                | 1                             | 1                             | 2 (2)                         |       |                     |                  |                  |                  |                  |  |                   |                         |                         |                         |                         |                   |   |                    |                    |
|  | Atlético de Madrid (pen)      | 0                             | 2                             | 2 (3)                         |       |                     |                  |                  |                  |                  |  |                   |                         |                         |                         |                         |                   |   |                    |                    |
|  | Atlético de Madrid (pen)      | 0                             | 2                             | 2 (3)                         |       | Atlético de Madrid  | 2                | 2                | 4                |                  |  |                   |                         |                         |                         |                         |                   |   |                    |                    |
|  |                               |                               |                               |                               |       | Atlético de Madrid  | 2                | 2                | 4                |                  |  |                   |                         |                         |                         |                         |                   |   |                    |                    |
|  |                               | Borussia Dortmund             | 1                             | 4                             | 5     |                     |                  |                  |                  |                  |  |                   |                         |                         |                         |                         |                   |   |                    |                    |
|  | PSV Eindhoven                 | Borussia Dortmund             | 1                             | 4                             | 5     | 1                   | 0                | 1                |                  |                  |  |                   |                         |                         |                         |                         |                   |   |                    |                    |
|  | PSV Eindhoven                 |                               |                               |                               |       | 1                   | 0                | 1                |                  |                  |  |                   |                         |                         |                         |                         |                   |   |                    |                    |
|  | Borussia Dortmund             | 1                             | 2                             | 3                             |       |                     |                  |                  |                  |                  |  |                   |                         |                         |                         |                         |                   |   |                    |                    |
|  | Borussia Dortmund             | 1                             | 2                             | 3                             |       |                     |                  |                  |                  |                  |  | Borussia Dortmund | 1                       | 1                       | 2                       |                         |                   |   |                    |                    |
|  |                               |                               |                               |                               |       |                     |                  |                  |                  |                  |  | Borussia Dortmund | 1                       | 1                       | 2                       |                         |                   |   |                    |                    |
|  |                               | Paris Saint-Germain           | 0                             | 0                             | 0     |                     |                  |                  |                  |                  |  |                   |                         |                         |                         |                         |                   |   |                    |                    |
|  | Paris Saint-Germain           | Paris Saint-Germain           | 0                             | 0                             | 0     | 2                   | 2                | 4                |                  |                  |  |                   |                         |                         |                         |                         |                   |   |                    |                    |
|  | Paris Saint-Germain           |                               |                               |                               |       | 2                   | 2                | 4                |                  |                  |  |                   |                         |                         |                         |                         |                   |   |                    |                    |
|  | Real Sociedad                 | 0                             | 1                             | 1                             |       |                     |                  |                  |                  |                  |  |                   |                         |                         |                         |                         |                   |   |                    |                    |
|  | Real Sociedad                 | 0                             | 1                             | 1                             |       | Paris Saint-Germain | 2                | 4                | 6                |                  |  |                   |                         |                         |                         |                         |                   |   |                    |                    |
|  |                               |                               |                               |                               |       | Paris Saint-Germain | 2                | 4                | 6                |                  |  |                   |                         |                         |                         |                         |                   |   |                    |                    |
|  |                               | Barcelona                     | 3                             | 1                             | 4     |                     |                  |                  |                  |                  |  |                   |                         |                         |                         |                         |                   |   |                    |                    |
|  | Napoli                        | Barcelona                     | 3                             | 1                             | 4     | 1                   | 1                | 2                |                  |                  |  |                   |                         |                         |                         |                         |                   |   |                    |                    |
|  | Napoli                        |                               |                               |                               |       | 1                   | 1                | 2                |                  |                  |  |                   |                         |                         |                         |                         |                   |   |                    |                    |
|  | Barcelona                     | 1                             | 3                             | 4                             |       |                     |                  |                  |                  |                  |  |                   |                         |                         |                         |                         |                   |   |                    |                    |
|  | Barcelona                     | 1                             | 3                             | 4                             |       |                     |                  |                  |                  |                  |  |                   |                         |                         |                         |                         | Borussia Dortmund | 0 |                    |                    |
|  |                               |                               |                               |                               |       |                     |                  |                  |                  |                  |  |                   |                         |                         |                         |                         |                   | 0 |                    |                    |
|  |                               | Real Madrid                   | 2                             |                               |       |                     |                  |                  |                  |                  |  |                   |                         |                         |                         |                         |                   |   |                    |                    |
|  | Porto                         | Real Madrid                   | 2                             | 1                             | 0     | 1 (2)               |                  |                  |                  |                  |  |                   |                         |                         |                         |                         |                   |   |                    |                    |
|  | Porto                         |                               |                               | 1                             | 0     | 1 (2)               |                  |                  |                  |                  |  |                   |                         |                         |                         |                         |                   |   |                    |                    |
|  | Arsenal (pen)                 | 0                             | 1                             | 1 (4)                         |       |                     |                  |                  |                  |                  |  |                   |                         |                         |                         |                         |                   |   |                    |                    |
|  | Arsenal (pen)                 | 0                             | 1                             | 1 (4)                         |       | Arsenal             | 2                | 0                | 2                |                  |  |                   |                         |                         |                         |                         |                   |   |                    |                    |
|  |                               |                               |                               |                               |       | Arsenal             | 2                | 0                | 2                |                  |  |                   |                         |                         |                         |                         |                   |   |                    |                    |
|  |                               | Bayern de Munique             | 2                             | 1                             | 3     |                     |                  |                  |                  |                  |  |                   |                         |                         |                         |                         |                   |   |                    |                    |
|  | Lazio                         | Bayern de Munique             | 2                             | 1                             | 3     | 1                   | 0                | 1                |                  |                  |  |                   |                         |                         |                         |                         |                   |   |                    |                    |
|  | Lazio                         |                               |                               |                               |       | 1                   | 0                | 1                |                  |                  |  |                   |                         |                         |                         |                         |                   |   |                    |                    |
|  | Bayern de Munique             | 0                             | 3                             | 3                             |       |                     |                  |                  |                  |                  |  |                   |                         |                         |                         |                         |                   |   |                    |                    |
|  | Bayern de Munique             | 0                             | 3                             | 3                             |       |                     |                  |                  |                  |                  |  | Bayern de Munique | 2                       | 1                       | 3                       |                         |                   |   |                    |                    |
|  |                               |                               |                               |                               |       |                     |                  |                  |                  |                  |  | Bayern de Munique | 2                       | 1                       | 3                       |                         |                   |   |                    |                    |
|  |                               | Real Madrid                   | 2                             | 2                             | 4     |                     |                  |                  |                  |                  |  |                   |                         |                         |                         |                         |                   |   |                    |                    |
|  | RB Leipzig                    | Real Madrid                   | 2                             | 2                             | 4     | 0                   | 1                | 1                |                  |                  |  |                   |                         |                         |                         |                         |                   |   |                    |                    |
|  | RB Leipzig                    |                               |                               |                               |       | 0                   | 1                | 1                |                  |                  |  |                   |                         |                         |                         |                         |                   |   |                    |                    |
|  | Real Madrid                   | 1                             | 1                             | 2                             |       |                     |                  |                  |                  |                  |  |                   |                         |                         |                         |                         |                   |   |                    |                    |
|  | Real Madrid                   | 1                             | 1                             | 2                             |       | Real Madrid (pen)   | 3                | 1                | 4 (4)            |                  |  |                   |                         |                         |                         |                         |                   |   |                    |                    |
|  |                               |                               |                               |                               |       | Real Madrid (pen)   | 3                | 1                | 4 (4)            |                  |  |                   |                         |                         |                         |                         |                   |   |                    |                    |
|  |                               | Manchester City               | 3                             | 1                             | 4 (3) |                     |                  |                  |                  |                  |  |                   |                         |                         |                         |                         |                   |   |                    |                    |
|  | København                     | Manchester City               | 3                             | 1                             | 4 (3) | 1                   | 1                | 2                |                  |                  |  |                   |                         |                         |                         |                         |                   |   |                    |                    |
|  | København                     |                               |                               |                               |       | 1                   | 1                | 2                |                  |                  |  |                   |                         |                         |                         |                         |                   |   |                    |                    |
|  | Manchester City               | 3                             | 3                             | 6                             |       |                     |                  |                  |                  |                  |  |                   |                         |                         |                         |                         |                   |   |                    |                    |

O esquema acima é usado somente para uma visualização melhor dos confrontos. Os confrontos das oitavas de final e quartas de final foram sorteados.

### Oitavas de final
O sorteio das oitavas de final foi realizado em 18 de dezembro de 2023.  A partida de ida foi disputada nos dias 13, 14, 20 e 21 de fevereiro, e a partida de volta nos dias 5, 6, 12 e 13 de março de 2024.
| Equipe 1            | Total       | Equipe 2           | 1.º jogo | 2.º jogo |
| ------------------- | ----------- | ------------------ | -------- | -------- |
| København           | 2–6         | Manchester City    | 1–3      | 1–3      |
| RB Leipzig          | 1–2         | Real Madrid        | 0–1      | 1–1      |
| Lazio               | 1–3         | Bayern de Munique  | 1–0      | 0–3      |
| Paris Saint-Germain | 4–1         | Real Sociedad      | 2–0      | 2–1      |
| Internazionale      | 2–2 (2–3 p) | Atlético de Madrid | 1–0      | 1–2      |
| PSV Eindhoven       | 1–3         | Borussia Dortmund  | 1–1      | 0–2      |
| Porto               | 1–1 (2–4 p) | Arsenal            | 1–0      | 0–1      |
| Napoli              | 2–4         | Barcelona          | 1–1      | 1–3      |

### Quartas de final
O sorteio das quartas de final foi realizado em 15 de março de 2024. A partida de ida será disputada em 9 e 10 de abril, e a partida de volta em 16 e 17 de abril de 2024.
| Equipe 1            | Total       | Equipe 2          | 1.º jogo | 2.º jogo |
| ------------------- | ----------- | ----------------- | -------- | -------- |
| Arsenal             | 2–3         | Bayern de Munique | 2–2      | 0–1      |
| Real Madrid         | 4–4 (4–3 p) | Manchester City   | 3–3      | 1–1      |
| Atlético de Madrid  | 4–5         | Borussia Dortmund | 2–1      | 2–4      |
| Paris Saint-Germain | 6–4         | Barcelona         | 2–3      | 4–1      |

### Semifinais
O sorteio das semifinais será realizado em 15 de março de 2024. A partida de ida será disputada em 30 de abril e 1 de maio, e a partida de volta em 7 e 8 de maio de 2024.
| Equipe 1          | Total | Equipe 2            | 1.º jogo | 2.º jogo |
| ----------------- | ----- | ------------------- | -------- | -------- |
| Borussia Dortmund | 2–0   | Paris Saint-Germain | 1–0      | 1–0      |
| Bayern de Munique | 3–4   | Real Madrid         | 2–2      | 1–2      |

### Final
A final foi disputada em 1 de junho de 2024, no Estádio de Wembley, em Londres. O sorteio foi realizado no dia 15 de março de 2024, após os sorteios das quartas e semifinais, para determinar a equipe “da casa” para fins administrativos.
| 1 de junho de 2024 | Borussia Dortmund | 0 – 2     | Real Madrid                        | Estádio de Wembley, Londres                |
| 20:00 (UTC+1)      |                   | Relatório | Carvajal 74' · Vinícius Júnior 83' | Público: 86 212 Árbitro: SVN Slavko Vinčić |

## Estatísticas
| Pos. | Jogador           | Equipe              | Gols | Minutos jogados |
| ---- | ----------------- | ------------------- | ---- | --------------- |
| 1    | Harry Kane        | Bayern de Munique   | 8    | 1064            |
| 1    | Kylian Mbappé     | Paris Saint-Germain | 8    | 1080            |
| 3    | Erling Haaland    | Manchester City     | 6    | 778             |
| 3    | Antoine Griezmann | Atlético de Madrid  | 6    | 821             |
| 3    | Vinícius Júnior   | Real Madrid         | 6    | 901             |
| 6    | Joselu            | Real Madrid         | 5    | 273             |
| 6    | Julián Álvarez    | Manchester City     | 5    | 279             |
| 6    | Rasmus Højlund    | Manchester United   | 5    | 489             |
| 6    | Wenderson Galeno  | Porto               | 5    | 651             |
| 6    | Álvaro Morata     | Atlético de Madrid  | 5    | 667             |
| 6    | Phil Foden        | Manchester City     | 5    | 684             |
| 6    | Rodrygo           | Real Madrid         | 5    | 1021            |

| Pos. | Jogador            | Equipe              | Assistência | Minutos jogados |
| ---- | ------------------ | ------------------- | ----------- | --------------- |
| 1    | Vinícius Júnior    | Real Madrid         | 5           | 901             |
| 1    | Marcel Sabitzer    | Borussia Dortmund   | 5           | 929             |
| 1    | Jude Bellingham    | Real Madrid         | 5           | 993             |
| 4    | Raphinha           | Barcelona           | 4           | 472             |
| 4    | Wenderson Galeno   | Porto               | 4           | 651             |
| 4    | Bukayo Saka        | Arsenal             | 4           | 725             |
| 4    | İlkay Gündoğan     | Barcelona           | 4           | 835             |
| 4    | Harry Kane         | Bayern de Munique   | 4           | 1064            |
| 9    | Pedri              | Barcelona           | 3           | 327             |
| 9    | Ivan Rakitić       | Sevilla             | 3           | 459             |
| 9    | Matt O'Riley       | Celtic              | 3           | 487             |
| 9    | Ricardo Horta      | Braga               | 3           | 503             |
| 9    | Samuel Lino        | Atlético de Madrid  | 3           | 507             |
| 9    | Phil Foden         | Manchester City     | 3           | 684             |
| 9    | Gabriel Jesus      | Arsenal             | 3           | 407             |
| 9    | Warren Zaïre-Emery | Paris Saint-Germain | 3           | 739             |
| 9    | Nahuel Molina      | Atlético de Madrid  | 3           | 791             |